# Махкйок
Махкйок, или Криворечка, — река в России, протекает по Мурманской области. Устье реки находится в 9,7 км от устья реки Орловки по правому берегу. Длина реки составляет 23 км, площадь водосборного бассейна — 105 км².
В нижнем течении река протекает через озеро Ремесозеро.

## Данные водного реестра
По данным государственного водного реестра России относится к Баренцево-Беломорскому бассейновому округу, водохозяйственный участок реки — Кола, включая озеро Колозеро. Речной бассейн реки — бассейны рек Кольского полуострова, впадает в Баренцево море.
Код объекта в государственном водном реестре — 02010000512101000002665.